# Лурс, Марина
Мария Лоорберг (сценическое имя Марина Лурс) (10 апреля 1881, Ревель (ныне Таллин, Эстония) — 30 марта 1922) — эстонская атлетка и цирковая артистка (силовой жонглёр и борец). В своё время на пике карьеры считалась одной из сильнейших женщин мира.

## Биография
Родилась 10 апреля 1881 года в Ревеле (ныне Таллине) — в Эстонии, которая в то время входила в состав Российской империи. В 1903 году начала учиться у Адольфа Андрушкевича, под руководством которого в своё время тренировался такой известный атлет, как Георг Хакеншмидт. Благодаря целеустремлённости Мария Лоорберг быстро добивалась успехов и уже с 1905 года гастролировала по Эстляндии и другим городам Российской Империи с номерами в качестве цирковой артистки.
Наибольшую известность она приобрела благодаря своим номерам с манипуляциями тяжестями. Так, например, она могла удерживать на вытянутой руке двух мужчин, а третьего раскачивать на верёвке, которую держала зубами. Сила Марины Лурс была таковой, что она без труда жонглировала двумя пудовыми (16 кг) гирями. Тем не менее в её номерах в качестве груза в основном выступали живые люди. Например, она 32 раза выжимала штангу, на которой сидели два человека общим весом в 184 кг. Однако наибольший восторг зрителей вызывали те её номера, во время которых эстонская силачка ногами удерживала коромысло с людьми. Наиболее эффектный рекорд она поставила в 1913 году, когда смогла удержать на коромысле 13 взрослых человек, при этом общий вес груза лишь едва не достиг тонны.
Самым незабываемым трюком Марины Лурс стала так называемая «живая карусель», когда она ногами раскручивала коромысло с людьми, придавая при этом грузу довольно высокую скорость вращения.
Вместе со своей подругой — другой знаменитой эстонской атлеткой Анеттой Буш Марина Лурс гастролировала не только по Российской Империи, но и выступала с номерами в других странах, став одной из самых известных женщин-борцов, таких как Вулкана, Луизита Леерс и Кати Сандвина.